# Église Sainte-Croix de Guvelingen
Pour les articles homonymes, voir Église Sainte-Croix.
L'église Sainte-Croix (en néerlandais : Heilig-Kruiskerk) est une église de style roman et classique située à Guvelingen, section de la ville belge de Saint-Trond dans la province de Limbourg.

## Localisation
L'église est située dans la partie nord de la ville de Saint-Trond. Elle se dresse dans un vaste espace dégagé, reste de l'ancien cimetière, bordé d'une haie et d'un cercle de peupliers, au milieu des champs et des vergers.

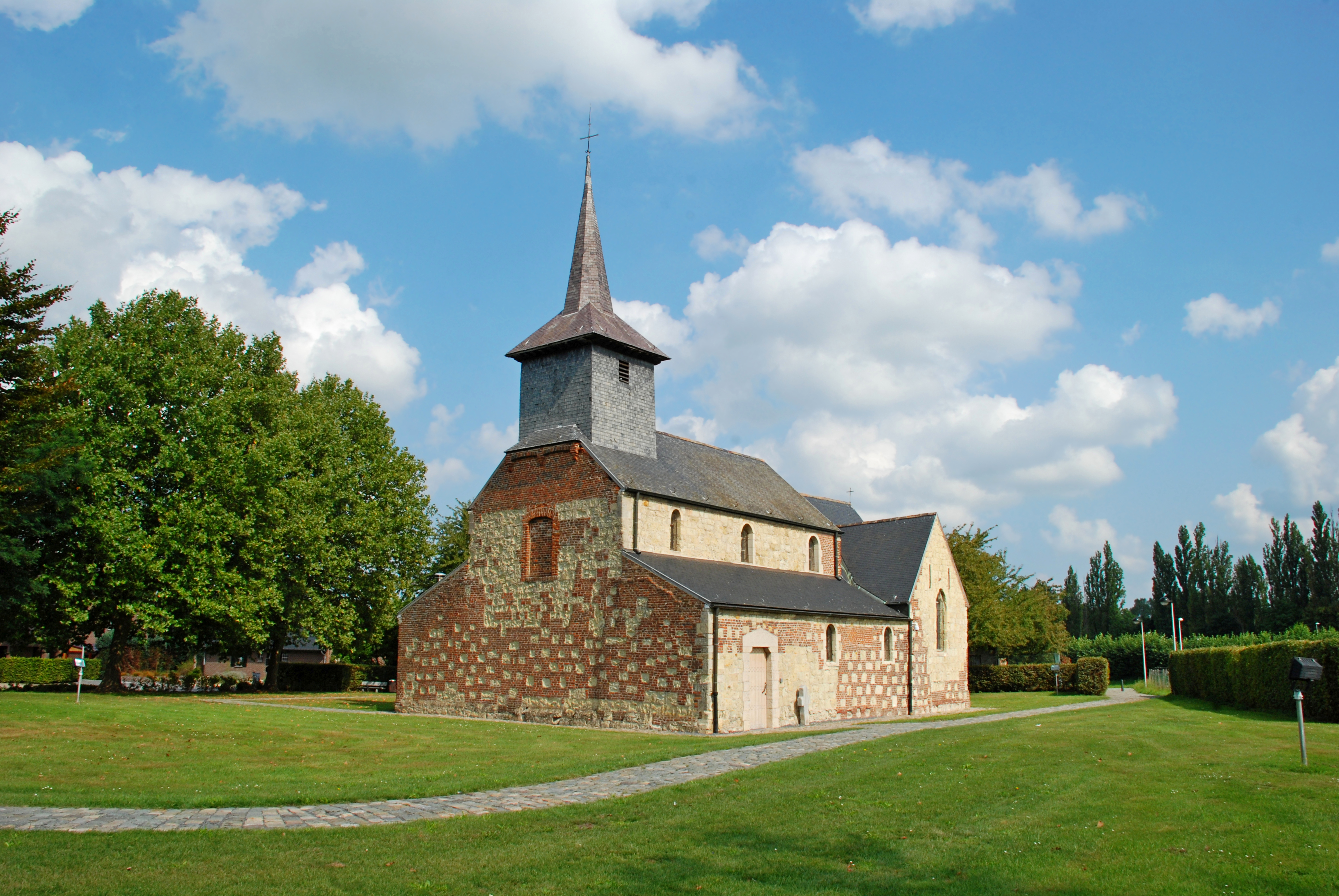
Vue générale sur le site de l'église Sainte-Croix de Guvelingen.

## Historique
L'église est mentionnée pour la première fois en 1169.
Il s'agit d'un édifice de style roman construit au XIIe siècle, sauf le chœur en briques, qui a été édifié en 1769 en style classique.
Une restauration menée en 1936 sous la direction de l'architecte P. Van Mechelen a consisté en réparations au niveau des murs et des fenêtres, ainsi qu'en l'installation d'un nouveau plafond et le scellage de l'unique fenêtre de la façade.
L'église est classée comme monument historique depuis le 19 janvier 1935 et figure à l'Inventaire du patrimoine immobilier de la Région flamande sous la référence 22990.
Elle est désacralisée depuis 2005.

## Architecture

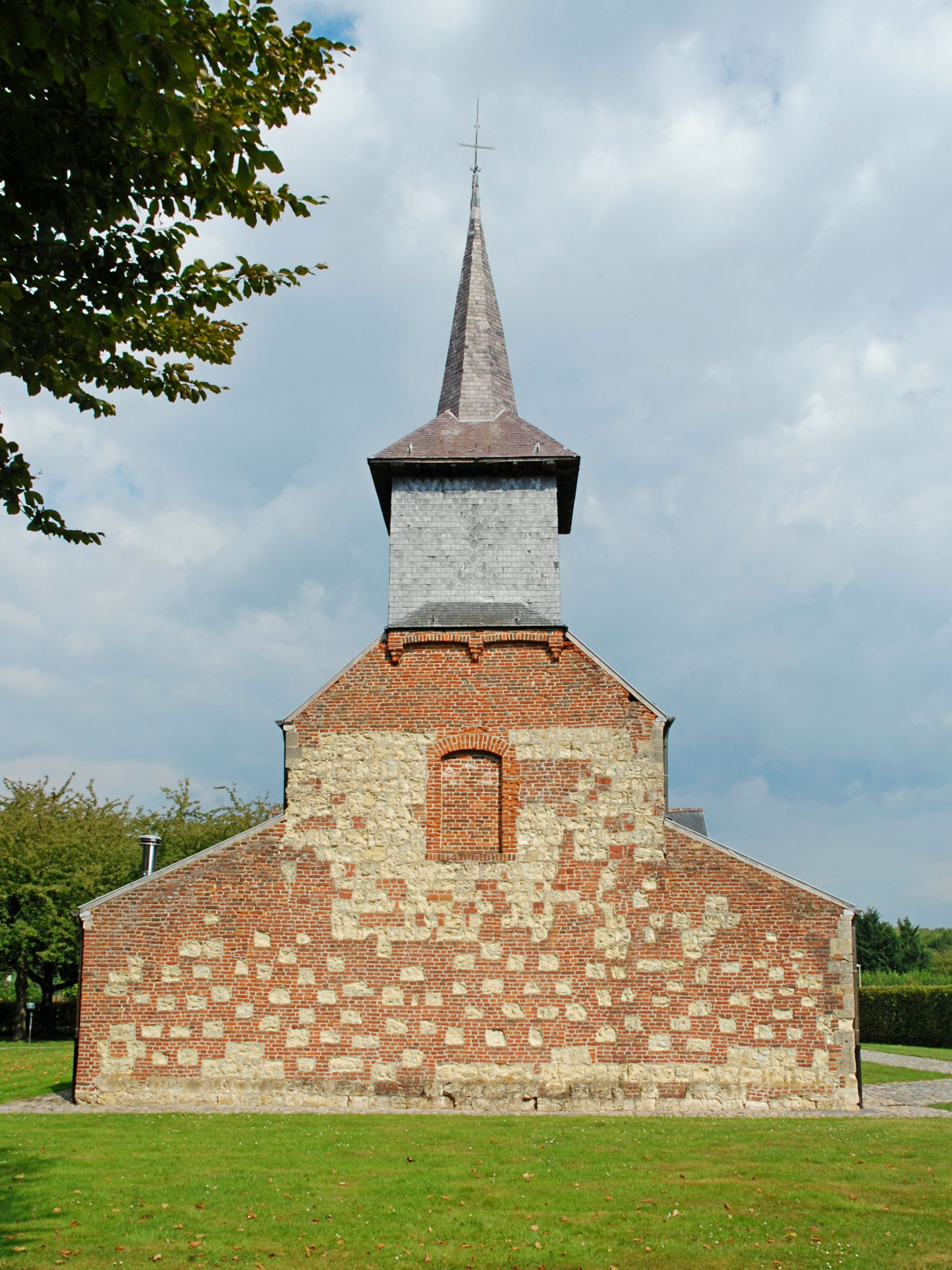
La façade.
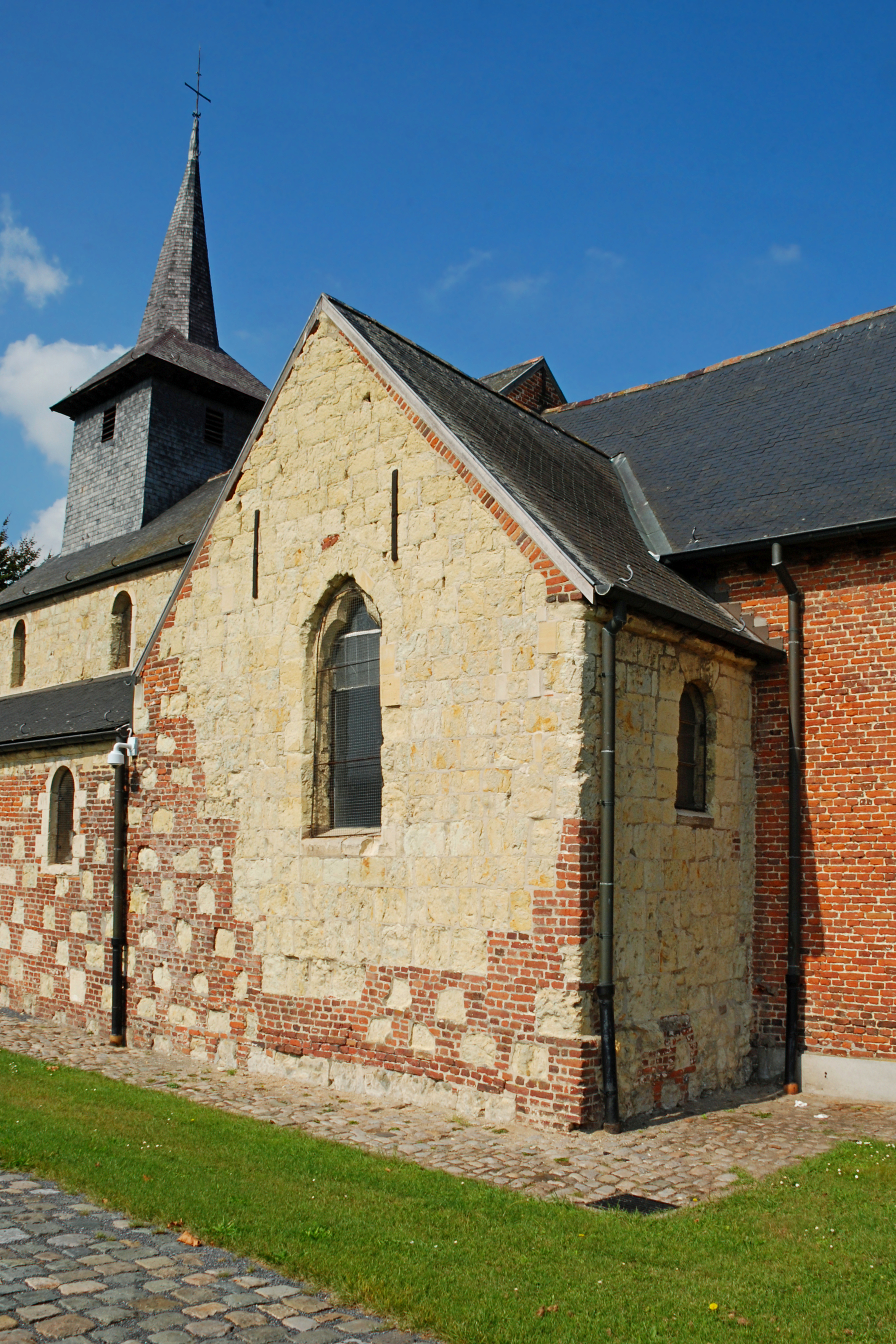
Le transept.
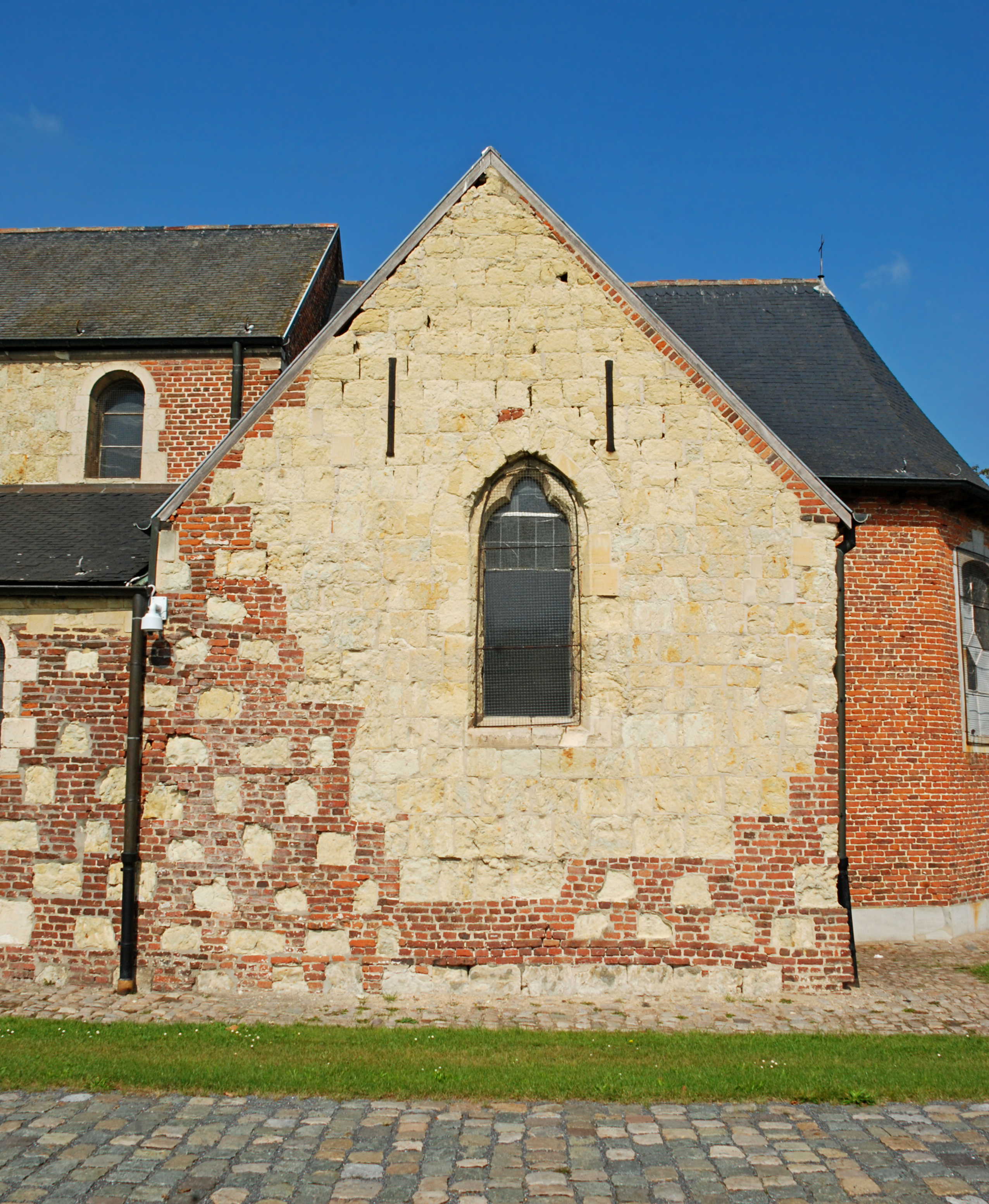
Le transept.
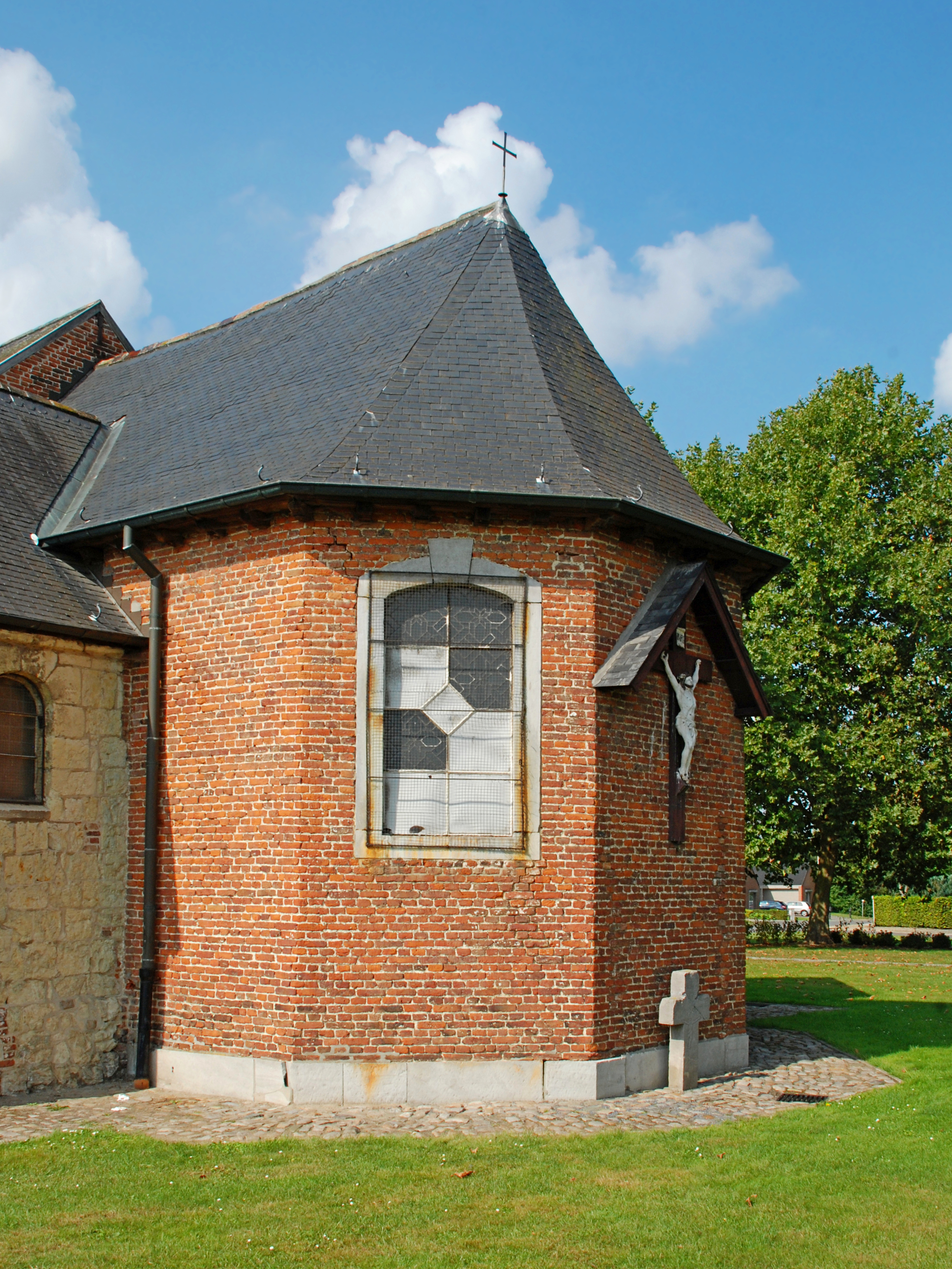
Le chevet classique.